# 2012 i sydkoreansk musik
2012 i sydkoreansk musik innebär musikrelaterade händelser i Sydkorea under år 2012.
Det bäst säljande albumet i landet under året var Sexy, Free & Single av pojkbandet Super Junior, medan den bäst säljande singeln var "Gangnam Style" av den manliga sångaren Psy. Den artist som fick ta emot flest priser för årets artist vid sydkoreanska musikgalor var den manliga sångaren Psy, medan den artist som fick ta emot flest priser för årets nya artist var den kvinnliga sångerskan Ailee. Årets album gick flest gånger till Sexy, Free & Single av pojkbandet Super Junior, medan årets låt gick flest gånger till "Gangnam Style" av den manliga sångaren Psy.
Noterbara händelser under året inkluderar bildandet av musikkanalen MBC Music. Det var också första gången som Golden Disc Awards hölls utomlands, detta i Osaka i Japan. Under året hölls även flera större musikevenemang.
Noterbara debuterande musikgrupper under året som kom att ha framgångsrika framtida karriärer inkluderar tjejgrupper som AOA, Crayon Pop, EXID, Hello Venus och Spica, samt pojkband som B.A.P, BtoB, EXO, NU'EST och VIXX. Även noterbart är bildandet av Girls' Generations undergrupp TaeTiSeo.

## Försäljning

### Singlar
- Lista över singelettor på Gaon Chart 2012

Den mest sålda låten genom digital nedladdning var "Gangnam Style" av Psy med fler än 3,8 miljoner nedladdningar, vilket också var den mest sålda låten genom strömning med fler än 43 miljoner spelningar.
| Rank | Artist                   | Sångtitel               |
| ---- | ------------------------ | ----------------------- |
| 1    | Psy                      | "Gangnam Style"         |
| 2    | Busker Busker            | "Cherry Blossom Ending" |
| 3    | Sistar                   | "Alone"                 |
| 4    | Sistar                   | "Loving U"              |
| 5    | Big Bang                 | "Fantastic Baby"        |
| 6    | 2NE1                     | "I Love You"            |
| 7    | T-ara                    | "Lovey-Dovey"           |
| 8    | Jung Eun-ji & Seo In-guk | "All for You"           |
| 9    | Ailee                    | "Heaven"                |
| 10   | Big Bang                 | "Blue"                  |

### Album
- Lista över albumettor på Gaon Chart 2012

Det mest sålda albumet var Sexy, Free & Single av Super Junior med fler än 350 000 sålda skivor.
| Rank | Artist                | Albumtitel          |
| ---- | --------------------- | ------------------- |
| 1    | Super Junior          | Sexy, Free & Single |
| 2    | Big Bang              | Alive               |
| 3    | TVXQ                  | Catch Me            |
| 4    | G-Dragon              | One of a Kind       |
| 5    | SHINee                | Sherlock            |
| 6    | Big Bang              | Still Alive         |
| 7    | EXO-K                 | MAMA                |
| 8    | Girls' Generation-TTS | Twinkle             |
| 9    | Beast                 | Midnight Sun        |
| 10   | Infinite              | Infinitize          |

## Utmärkelser
| Prisutdelning           | Kategori     | Kategori                          | Kategori                                                                                    | Kategori            |
| Prisutdelning           | Årets artist | Årets nya artist                  | Årets album                                                                                 | Årets låt           |
| ----------------------- | ------------ | --------------------------------- | ------------------------------------------------------------------------------------------- | ------------------- |
| Gaon Chart Music Awards | —            | Hello Venus B.A.P Ailee John Park | Big Bang Alive Girls' Generation-TTS Twinkle Super Junior Sexy, Free & Single TVXQ Catch Me | 12 vinnare          |
| Golden Disc Awards      | 20 vinnare   | Ailee B.A.P EXO Juniel Lee Hi     | Super Junior Sexy, Free & Single                                                            | Psy "Gangnam Style" |
| Korean Music Awards     | Psy          | 404                               | 3rd Line Butterfly Dreamtalk                                                                | Psy "Gangnam Style" |
| Melon Music Awards      | Beast        | Ailee B.A.P                       | Busker Busker Busker Busker 1st Album                                                       | Psy "Gangnam Style" |
| Mnet Asian Music Awards | Big Bang     | Ailee Busker Busker               | Super Junior Sexy, Free & Single                                                            | Psy "Gangnam Style" |
| Seoul Music Awards      | Psy          | Ailee B.A.P EXO Lee Hi            | G-Dragon One of a Kind                                                                      | Sistar "Alone"      |

## Händelser

### Evenemang
- 11-12 januari: Golden Disc Awards 2011 hålls i Osaka Dome i Osaka (Japan).[5]
- 19 januari: Seoul Music Awards 2011 hålls i Olympic Gymnastics Arena i Seoul.[6]
- 22 februari: Gaon Chart Music Awards 2011 hålls i Blue Square Samsung Card Hall i Seoul.[7]
- 30 november: Mnet Asian Music Awards 2012 hålls i Hong Kong Convention and Exhibition Centre i Hongkong (Kina).[8]
- 14 december: Melon Music Awards 2012 hålls i Seoul Olympic Stadium i Seoul.[9]

### Bildanden
- MBC Music (TV-kanal)
- Show Champion (TV-program)

## Artister

### Debuterande musikgrupper
|      |
| 100% |

|     |
| 15& |

|       |
| A-Jax |

|                 |
| Akdong Musician |

|     |
| AOA |

|       |
| B.A.P |

|          |
| Big Star |

|      |
| BtoB |

|            |
| Crayon Pop |

|            |
| Cross Gene |

|        |
| D-Unit |

|      |
| EXID |

|     |
| EXO |

|         |
| Fiestar |

|                       |
| Girls' Generation-TTS |

|      |
| Glam |

|             |
| Hello Venus |

|         |
| Lunafly |

|       |
| Skarf |

|       |
| Spica |

|        |
| Tahiti |

|       |
| Two X |

|      |
| VIXX |

### Medlemsförändringar
- After School: Kaeun går med gruppen. Kahi lämnar gruppen.
- Blady: Nahyun går med gruppen.
- Dal Shabet: Woohee går med gruppen. Viki lämnar gruppen.
- EXID: Solji och Hyelin går med gruppen. Dami, Yuji och Haeryeong lämnar gruppen.
- F-ve Dolls: Soomi och Chanmi lämnar gruppen.
- F.Cuz: Daegeon och Raehyun går med gruppen.
- Gavy NJ: Jenny och Gunji går med gruppen. Misty lämnar gruppen.
- Girl's Day: Jihae lämnar gruppen.
- Glam: Trinity lämnar gruppen.
- Nine Muses: Kyungri går med gruppen.
- Skarf: JooA och Hana går med gruppen. Sol lämnar gruppen.
- Stellar: Minhee och Hyoeun går med gruppen. Leeseul och JoA lämnar gruppen.
- T-ara: Areum går med gruppen. Hwayoung lämnar gruppen.
- Tahiti: Miso, Ari och Jin går med gruppen. EJ, Dasom, Yeeun och Jin lämnar gruppen.

## Albumsläpp

### Första kvartalet
| Datum    | Artist        | Albumtitel                        |
| Januari  | Januari       | Januari                           |
| -------- | ------------- | --------------------------------- |
| 3        | T-ara         | Funky Town                        |
| 4        | Dynamic Duo   | Digilog 2/2                       |
| 9        | Teen Top      | It's                              |
| 10       | MBLAQ         | 100% Ver.                         |
| 13       | Sunny Hill    | The Grasshoppers                  |
| 26       | B.A.P         | Warrior                           |
| 26       | Dal Shabet    | Hit U                             |
| 31       | F.T. Island   | Grown-Up                          |
| Februari |               |                                   |
| 1        | Miryo         | MIRYO aka JOHONEY                 |
| 2        | Block B       | Welcome to the Block              |
| 8        | Spica         | Russian Roulette                  |
| 20       | Miss A        | Touch                             |
| 22       | Brave Girls   | Re-Issue                          |
| 29       | Big Bang      | Alive                             |
| Mars     |               |                                   |
| 8        | Nine Muses    | Sweet Rendezvous                  |
| 13       | 2AM           | F. Scott Fitzgerald's Way of Love |
| 14       | B1A4          | Ignition                          |
| 21       | MBLAQ         | BLAQ% Ver.                        |
| 21       | SHINee        | Sherlock                          |
| 22       | Shinhwa       | The Return                        |
| 26       | CNBLUE        | Ear Fun                           |
| 29       | Busker Busker | Busker Busker 1st Album           |
| 29       | Spica         | Painkiller                        |

### Andra kvartalet
| Datum | Artist        | Albumtitel                      |
| April | April         | April                           |
| ----- | ------------- | ------------------------------- |
| 3     | BtoB          | Born to Beat                    |
| 3     | Urban Zakapa  | Beautiful Day                   |
| 9     | 4Minute       | Volume Up                       |
| 9     | EXO           | Mama                            |
| 10    | Nell          | Slip Away                       |
| 12    | Sistar        | Alone                           |
| 17    | Girl's Day    | Everyday 2                      |
| 25    | U-KISS        | DoraDora                        |
| 27    | B.A.P         | Power                           |
| 27    | F.Cuz         | For Century Ultimate Zest       |
| 29    | TaeTiSeo      | Twinkle                         |
| Maj   |               |                                 |
| 1     | December      | She's Gone                      |
| 9     | Apink         | Une Annee                       |
| 9     | Hello Venus   | Venus                           |
| 11    | IU            | Spring of a Twenty Year Old     |
| 15    | Infinite      | Infinitize                      |
| 18    | Baek Ji-young | Good Boy                        |
| 22    | G.NA          | Bloom                           |
| 24    | VIXX          | Super Hero                      |
| 25    | Leessang      | Unplugged                       |
| 30    | M.I.B         | Illusion                        |
| 30    | Teen Top      | Artist                          |
| Juni  |               |                                 |
| 3     | Big Bang      | Still Alive                     |
| 3     | Wonder Girls  | Wonder Party                    |
| 5     | U-KISS        | The Special to Kiss Me          |
| 6     | Dal Shabet    | Bang Bang                       |
| 10    | f(x)          | Electric Shock                  |
| 11    | Cross Gene    | Timeless: Begins                |
| 14    | Boyfriend     | Love Style                      |
| 20    | After School  | Flashback                       |
| 21    | Busker Busker | Busker Busker 1st Wrap Up Album |
| 28    | Sistar        | Loving U                        |

### Tredje kvartalet
| Datum     | Artist         | Albumtitel                |
| Juli      | Juli           | Juli                      |
| --------- | -------------- | ------------------------- |
| 3         | T-ara          | Day by Day                |
| 4         | Hello Venus    | Like a Wave               |
| 4         | Super Junior   | Sexy, Free & Single       |
| 4         | ZE:A           | Spectacular               |
| 11        | NU'EST         | Action                    |
| 12        | Big Star       | Bigstart                  |
| 18        | Crayon Pop     | Crayon Pop 1st Mini Album |
| 19        | B.A.P          | No Mercy                  |
| 22        | Beast          | Midnight Sun              |
| 25        | BoA            | Only One                  |
| Augusti   |                |                           |
| 1         | D-Unit         | Welcome to Business       |
| 3         | Teen Top       | Be Ma Girl Summer Special |
| 6         | Super Junior   | Spy                       |
| 13        | EXID           | Hippity Hop               |
| 13        | Skarf          | Skarf                     |
| 14        | VIXX           | Rock Ur Body              |
| 16        | Two X          | Double Up                 |
| 16        | Phantom        | Phantom City              |
| 22        | Kara           | Pandora                   |
| 27        | ZE:A           | Phoenix                   |
| 30        | B.A.P          | Crash                     |
| 31        | Fiestar        | Vista                     |
| September |                |                           |
| 4         | T-ara          | Mirage                    |
| 10        | Baek A-yeon    | I'm Baek                  |
| 10        | F.T. Island    | Five Treasure Box         |
| 12        | BtoB           | Press Play                |
| 12        | Orange Caramel | Lipstick                  |
| 13        | Secret         | Poison                    |
| 18        | 100%           | We, 100%                  |
| 20        | U-KISS         | Stop Girl                 |
| 24        | TVXQ           | Catch Me                  |

### Fjärde kvartalet
| Datum    | Artist       | Albumtitel                 |
| Oktober  | Oktober      | Oktober                    |
| -------- | ------------ | -------------------------- |
| 4        | Big Star     | Blossom                    |
| 5        | Gain         | Talk About S               |
| 9        | Gavy NJ      | Gavish                     |
| 11       | Jewelry      | Look at Me                 |
| 15       | Miss A       | Independent Women Part III |
| 17       | Block B      | Blockbuster                |
| 19       | Epik High    | 99                         |
| 22       | Hyuna        | Melting                    |
| 23       | B.A.P        | Stop It                    |
| 26       | Ailee        | Invitation                 |
| 30       | Urban Zakapa | 02                         |
| November |              |                            |
| 9        | Fiestar      | We Don't Stop              |
| 12       | B1A4         | In the Wind                |
| 13       | Dal Shabet   | Have, Don't Have           |
| 14       | Boyfriend    | Janus                      |
| 15       | A-Jax        | 2MYX                       |
| 21       | Spica        | Lonely                     |
| 23       | Gavy NJ      | It's Pretty                |
| 26       | TVXQ         | Humanoids                  |
| December |              |                            |
| 3        | Nell         | Holding Onto Gravity       |
| 4        | Wax          | Now & Forever              |
| 12       | Hello Venus  | What Are You Doing Today?  |
| 13       | Sunny Hill   | Antique Romance            |
| 20       | December     | The Last Legacy            |